# Chris Joannou
Christopher John Joannou, född den 10 november 1979 i Newcastle, Australien, är en basist, känd för att ha grundat Silverchair.